# Hyposmocoma basivittata
Hyposmocoma basivittata — вид молі ендемічного гавайського роду Hyposmocoma.

## Поширення
Зустрічається на острові Мауї.

## Синоніми
- Neelysia basivittata (Walsingham, 1907)